# Lizenzzeitung
Eine Lizenzzeitung war eine Zeitung, die über die in Deutschland nach dem Zweiten Weltkrieg notwendige Erscheinungsgenehmigung (Lizenz) einer alliierten Militärregierung verfügte.

## Zeitungstypus
Anders als bei der 1945/1946 anfänglich von den Militärs veröffentlichten Heeresgruppenpresse wurden Lizenzzeitungen erstmals nach dem Krieg wieder von Deutschen verantwortet und herausgegeben. Diese Blätter markieren damit den Wiederbeginn deutscher Pressetätigkeit. Zeitungen ohne Lizenz blieben jedoch in Westdeutschland bis zur Gewährung der Pressefreiheit im Jahr 1949 und in der DDR bis zum Februar 1990 verboten.
Dass zur Herausgabe einer Zeitung zwingend eine Lizenz nötig war, sollte eine unkontrollierte Gründung von Zeitungen unterbinden. Auf diese Weise sollten Journalisten und Verleger von den Medien ferngehalten werden, die bereits während des Nationalsozialismus dort gearbeitet und deshalb als mitschuldig an der Verbreitung von NS-Propaganda eingestuft worden waren. Da die Lizenz jederzeit problemlos wieder zu entziehen war, eröffnete die Lizenzpflicht zudem gute Möglichkeiten die Lizenzzeitungen bzw. ihrer Redakteure und Herausgeber zu disziplinieren und zu kontrollieren.
Während die französischen Alliierten bis 1947 von ihrem Vorzensurrecht Gebrauch machten, verzichteten Amerikaner und Briten gegen Ende des Jahres 1945 darauf. Die Zeitungen mussten jedoch den verantwortlichen Presseoffizieren zur Nachzensur vorgelegt werden (siehe auch Zensur bzw. Selbstzensur). Dies galt auch für die Sowjetische Besatzungszone und später in der DDR, wo die Lizenzpflicht das Erscheinen unerwünschter Zeitungen verhindern sollte (siehe auch: Zensur in der DDR). Da die Lizenz zudem mit Vorgaben über die Zahl der Zeitungsausgaben und die Auflagenhöhen einherging, besaß das DDR-Presseamt als Kernbehörde der staatlichen Medienverwaltung zudem die Kontrolle über die Expansionsmöglichkeiten der Tageszeitungen der DDR. Dies beschränkte vor allem die Bedeutung der Zeitungen der Blockparteien. Obwohl auch für die DDR-Zeitungen Lizenzen nötig waren, werden diese Zeitungen jedoch in Abgrenzung zur westzonalen Presse (aus vermutlich politischen Gründen) nicht als Lizenzzeitungen bezeichnet.
Wegen des Papiermangels nach dem Zweiten Weltkrieg war der Zeitungsumfang sehr stark eingeschränkt (4–8 Seiten). Oft erschienen die Zeitungen auch nur zwei- oder dreimal wöchentlich. Sie enthielten aus Platzgründen zumeist nur wenige Anzeigen. Neben Zeitungen benötigten auch Zeitschriften und andere Medien eine Lizenz.

## Erste Lizenzzeitungen

### Anfänge
Bereits vor der Kapitulation des Deutschen Reichs entstand der erste Versuch der amerikanischen Besatzungsmacht im besetzten Teil Deutschlands von Deutschen herausgegebene Zeitungen zu installieren. Nach der Eroberung von Aachen Mitte Oktober 1944 begann die US-Armee mit der Vorbereitung der Lizenzierung einer Zeitung: Die Druckerei der ehemaligen Aachener Tageszeitung Aachener Anzeiger/Politisches Tageblatt wurde beschlagnahmt. Der 68-jährige Sozialdemokrat Heinrich Hollands erhielt die Genehmigung zur Herausgabe der Aachener Nachrichten, die am 24. Januar 1945 erstmals erschienen. Die Redaktion bestand jedoch zunächst ausschließlich aus Armeeangehörigen.
Das Experiment fand in den letzten Kriegstagen keine Nachahmer. Einziges Printmedium in den besetzten Gebieten waren die „Mitteilungen“ der jeweiligen Armeegruppen und später die von lokalen Heeresgruppenzeitungen, die jeweils ohne deutsche Verantwortung erstellt wurden.

### Erste Lizenzzeitungen der Besatzungszonen
Sowjetische Besatzungszone: Die erste Lizenz wurde im Mai 1945 an die Berliner Zeitung vergeben. Des Weiteren gab es die ersten Lizenzen für die Zeitung der KPD Deutsche Volkszeitung (13. Juni 1945) und das Volk (7. Juli 1945), aus denen am 23. April 1946 das Neue Deutschland hervorging.
Amerikanische Besatzungszone: Es folgten am 1. August 1945 die Frankfurter Rundschau, am 5. September die Rhein-Neckar-Zeitung in Heidelberg, am 18. September die Stuttgarter Zeitung und am 19. September der Weser-Kurier. Mit Lizenznr. 1 (der Nachrichtenkontrolle der Militärregierung Ost) versehen, erschien die Süddeutsche Zeitung in München erstmals am 6. Oktober 1945.
Britische Besatzungszone: Hier erhielten die erste Lizenz die (bereits am 24. Januar von der US-Armee formlos genehmigten) Aachener Nachrichten (am 27. Juni 1945), die nächsten Lizenzen folgten ein halbes Jahr später, nämlich am 8. Januar 1946 die Braunschweiger Zeitung und am 15. Januar die Lüneburger Landeszeitung (heute Landeszeitung für die Lüneburger Heide).
Französische Besatzungszone: Hier erhielt am 8. August 1945 als erstes das Badener Tagblatt (Baden-Baden) eine Lizenz, gefolgt von der Saarbrücker Zeitung (27. August 1945) und dem Südkurier aus Konstanz (7. September 1945).

## Lizenzvergabe
Während den Lizenznehmern in allen Besatzungszonen gemein war, dass sie – mit seltenen Ausnahmen – zwischen 1933 und 1945 nicht bei NS-Medien gearbeitet haben durften und insofern unbelastet in die neue Nachkriegspresse gingen, verfolgten die einzelnen Alliierten darüber hinaus bei der Vergabe der Lizenzen teilweise unterschiedliche Ziele. Insbesondere sollten diese der Reeducation dienen.
Die USA betrieben den Aufbau einer unabhängigen, überparteilichen Presse und vergaben die Lizenzen deshalb jeweils an eine kleine Gruppe von Herausgebern mit unterschiedlichem politischen Hintergrund (sog. „Gruppenzeitungen“). Ähnlich verhielt sich die britische Militärregierung: Sie wollte die deutsche Bevölkerung die Demokratie üben lassen, indem sie sich aus dem Vergleich politisch unterschiedlich gefärbter Zeitungen ein eigenes Bild machen sollte.
Als Lizenznehmer fungierten parteinahe Persönlichkeiten, nicht jedoch die Parteien selbst. Diese parteinahe Presse wiederbegründete unter anderem den – zuvor von der NSDAP unterbrochenen – Medienbesitz der SPD (siehe Deutsche Druck- und Verlagsgesellschaft).
In einigen vor allem ländlichen Regionen sowie am Anfang und gegen Ende der Lizenzphase wurden jedoch auch überparteiliche Blätter (etwa Lüneburger Landeszeitung 1945 und die Hannoversche Allgemeine Zeitung 1949) mit einer Lizenz versehen.
Die französische Militärverwaltung genehmigten sowohl überparteiliche als auch parteinahe Zeitungen.
In der sowjetischen Besatzungszone entstanden vor allem parteinahe Zeitungen, jedoch wurden auch einige überparteiliche Blätter (zum Beispiel die Abendpost in Erfurt oder die Tagespost in Potsdam) genehmigt, letztere aber, anders als die Parteiblätter, bis spätestens Anfang der 1950er Jahre wieder eingestellt.

## Ende der Lizenzpflicht
In der Bundesrepublik wurde am 21. September 1949 die Generallizenz erteilt, und jeder, der über die notwendigen Ressourcen verfügte, konnte wieder eine Zeitung gründen. Allerdings hatte es aus in den letzten Wochen davor schon Lockerungen gegeben, da zum Beispiel Erich Madsack, seit 1937 Mitglied der NSDAP, am 25. August 1949 die Hannoversche Allgemeine Zeitung (HAZ) herausgegeben konnte. In der sowjetischen Besatzungszone und der DDR war für das Herausgeben einer Zeitung bis zur Wende 1989 eine staatliche Lizenz nötig.
Nach dem Ende der Lizenzpflicht kam es ab 1949 sowohl in der jungen Bundesrepublik wie auch ab 1989 in Ostdeutschland zu einer starken, aber nur kurzzeitigen Erhöhung der Zeitungszahl und damit zu Pressevielfalt.
In Westdeutschland wurden die meisten nach Ende der Lizenzpflicht (wieder) entstandenen Zeitungen von den so genannten Altverlegern gegründet. Diese Zeitungsunternehmer galten den Besatzungsmächten wegen der Herausgabe von Zeitungen während des 3. Reiches als belastet und für verlegerische Aufgaben ungeeignet. Zwischen 1945 und 1949 waren sie automatisch von der Lizenzvergabe ausgeschlossen worden und hatten ein Berufsverbot.
Dass die Lizenzzeitungen früher am Markt waren als die Neugründungen, bedeutete für sie sowohl in den 1950er Jahren in Westdeutschland als auch in den 1990er Jahren in Ostdeutschland einen entscheidenden Wettbewerbsvorteil, so dass sie sich in der Regel gegen spätere Gründungen durchsetzen konnten.
In Ostdeutschland erfolgten ab den 1990er Jahren vor allem Neugründungen durch Mitglieder der Bürgerbewegung und/oder westdeutsche Lokalverlage.

## „Lizenzpresse“ als Kampfbegriff
In rechtsradikalen und rechtsextremen Kreisen Westdeutschlands wurde das Wort „Lizenzpresse“ für die großen deutschen Zeitungen verwendet. Es sollte eine Kontinuität der Intentionen und Führungsverantwortlichen von der Besatzungszeit suggerieren und die freie Presse damit als einen weiterhin direkt oder indirekt von den ehemaligen Besatzungsmächten oder angeblich hinter diesen stehenden Drahtziehern („Internationale Plutokratie“, „Ostküste“) gesteuerten, der „Umerziehung“ dienenden Apparat darstellen.

## Lizenzzeitungen in Österreich
Auch in Österreich knüpften die Alliierten das Wiedererscheinen einer inländischen Presse an den Erhalt von Lizenzen (in der österreichischen Pressegeschichtsschreibung auch als „Permit“ bezeichnet). Lizenznehmer waren jeweils – auch bei den Parteizeitungen – Einzelpersonen oder kleinere Gruppen.
Anders als in Deutschland wurden jedoch in allen Besatzungszonen Parteizeitungen genehmigt. Daneben wurden die weiter bestehenden Heeresgruppenblätter Wiener Kurier, Salzburger Nachrichten, Oberösterreichische Nachrichten und Tiroler Tageszeitung von den US-Amerikanern und Franzosen in parteiunabhängige Zeitungen umgewandelt. In der US-amerikanischen und französischen Zone kam so in den einzelnen Bundesländern auf die drei Parteizeitungen von SPÖ, KPÖ und ÖVP je ein unabhängiges Blatt. In der britischen und sowjetischen Zone fehlte diese Genehmigung einer überparteilichen Presse. Die britische Besatzungsmacht hatte zwar versucht, ihre Heeresgruppenblätter Neue Steirische Zeitung und Kärntner Nachrichten in Ergänzung der Parteipresse ebenfalls als überparteiliche Zeitungen in österreichische Hände zu geben, scheiterte jedoch mit diesem Plan am Widerstand der Parteien. Dagegen entstanden in allen alliierten Sektoren der Hauptstadt Wien sowohl überparteiliche als auch Parteizeitungen.
Insgesamt harrt die Entwicklung der österreichischen Lizenzpresse noch der Erforschung. Die Zuständigkeit für die Vergabe von Lizenzen wurde – in den einzelnen Zonen unterschiedlich – von den Alliierten ab November 1946 (britische Zone) an österreichische Stellen übergeben. (In der US-Zone geschah dies zum 30. Juni 1947.)